# Josef Wieser (Politiker, 1946)
Josef Wieser (* 23. Juni 1946 in Ritzing) ist ein ehemaliger österreichischer Maurer und Politiker (SPÖ). Er war 1987 Abgeordneter zum Burgenländischen Landtag.

## Leben
Wieser wurde als Sohn des Zimmerers Josef Wieser aus Ritzing geboren. Er besuchte die Volksschule in Ritzing und die Hauptschule in Lackenbach und war in der Folge als Maurer tätig. Wieser trat später in den Burgenländischen Landesdienst und arbeitete in der Straßenverwaltung. Er wurde Straßenmeister-Stellvertreter in der Straßenverwaltung Oberpullendorf.
Wieser ist verheiratet.

## Politik
Wieser war zudem ab 1972 als SPÖ-Gemeinderat aktiv. 1977 wurde er zum Bürgermeister von Ritzing gewählt. Wieser war zwischen dem 15. Juni 1987 und dem 30. Oktober 1987 kurzfristig Abgeordneter zum Burgenländischen Landtag.